# 愛愛 (歌手)
愛愛（1919年5月—2004年8月4日），本名簡月娥，是一位生於臺北廳新庄支廳（今新北市新莊區）的臺語流行音樂歌手。

## 生平

### 職業生涯
自新莊公學校畢業之後，簡月娥因其姪兒與博友樂唱片公司出資者郭博容（大稻埕「郭春興茶行」經營者）相識，也因該公司正在徵募歌手，於是被延攬並錄製她生平第一張曲盤－〈雪梅思君〉和〈黃昏約〉；由於該曲盤甫推出即受熱烈歡迎，古倫美亞唱片在不久後以重金網羅她成為旗下專屬歌星。
1934年5月1日，她與周添旺（任職文藝部主任）在同一天進入古倫美亞唱片。
在與周添旺結婚之後，她因主唱由其夫婿作詞、鄧雨賢譜曲的〈滿面春風〉而紅極一時。
二次世界大戰期間，因臺灣唱片產業遭軍方政府掌控，臺語流行歌無法繼續出版，她也因此暫時告別歌壇。
戰後，她與周添旺合組「歌樂唱片公司」，但在當局不重視著作權及盜版情況嚴重之下黯然收攤。
除演唱流行歌曲外，她也灌錄不少歌仔戲唱片；在灌錄歌仔戲時她會使用本名「月娥」或是另一藝名「紅蓮」。

### 晚年
她晚年曾因白內障而為其雙眼進行手術。
2004年8月4日清晨，她在振興醫院辭世，享年86歲，並於同月25日下午3點在臺北市第二殯儀館懷源廳舉行公祭。

### 私人生活
在周添旺進入古倫美亞唱片之後，他即對簡月娥產生愛慕之意；日後，他更因此寫下〈河邊春夢〉、〈江上月影〉等作品。
在相識多年之後，兩人於1940年結婚。

## 藝名由來
古倫美亞唱片經營者因見其長相可愛、個性活潑，於是為其取「愛愛」作為藝名，以便聽眾易於記得這位歌手。

## 影視形象
| 年份 | 作品     | 演員   |
| ---- | -------- | ------ |
| 2007 | 四月望雨 | 張雅涵 |
| 2007 | 四月望雨 | 林佳蓉 |
| 2008 | 四月望雨 | 史茵茵 |
| 2010 | 四月望雨 | 蔡景馨 |
| 2022 | 四月望雨 | 朱海君 |

| 年份 | 作品          | 演員   |
| ---- | ------------- | ------ |
| 2012 | 歌謠風華-初聲 | 林雨宣 |

小說：作者花鈴 穿樂吧1934女孩
改編漫畫：穿越吧1934星與夢